# 圭哈湖
14°16′N 89°31′W / 14.267°N 89.517°W

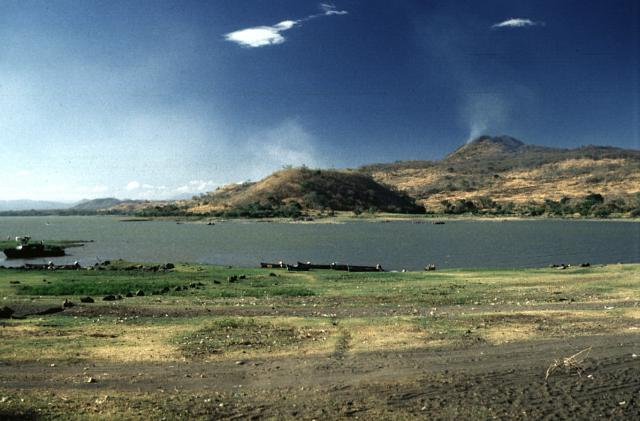

圭哈湖是中美洲的火山湖，位於危地馬拉胡蒂亞帕省和薩爾瓦多聖安娜省接壤的邊境，毗鄰欽戈火山，面積45平方公里，海拔高度430米。

## 外部連結
- Lago de Güija
- San Diego Volcano（页面存档备份，存于）
- Tentative list UNESCO World Heritage Sites（页面存档备份，存于）
- Metapán